# Hamilton Watch
Hamilton Watch — швейцарський виробник наручних годинників, що базується в місті Біль, Швейцарія. Компанія Hamilton Watch розпочала свою діяльність у 1892 році як американська компанія з дизайну та виготовлення годинників.
Компанія Hamilton Watch з початку свого заснування виготовляла та продавала кишенькові та наручні годинники. У 1969 році через поглинання різних компаній, керівництво вирішило закрити фабрику у США в штаті Пенсильванія та повністю перенести виробництво годинників у Швейцарію.
16 травня 1974 року бренд Hamilton був проданий SSIH (згодом The Swatch Group).
Сьогодні бренд є одним із понад двадцяти брендів годинників, що належать до групи Swatch, найбільшого у світі виробника годинників.

## Досягнення
У 1957 році вийшла модель Ventura — перший в світі наручний електричний годинник (не слід плутати з кварцовими і електронними), розробка яких тривала три роки. У 1961 році цей годинник був на руці Елвіса у фільмі Блакитні Гаваї.
6 травня 1970 з'явилися перший в світі електронний годинник, створений майстрами Hamilton.